# Kostel svatého Marcela (Paříž)
Kostel svatého Marcela (fr. Église Saint-Marcel) je katolický farní kostel ve 13. obvodu v Paříži, na Boulevardu de l'Hôpital postavený v roce 1966. Je zasvěcen devátému pařížskému biskupovi a jednomu z patronů města svatému Marcelovi, jehož ostatky jsou uloženy v kostele.

## Historie
Dne 26. července 1856 byl položen základní kámen novogotického kostela Saint-Marcel-de-la-Salpêtrière, který sloužil až do Vánoc roku 1962. Poté byla budova opuštěná a zpustla a asociace Œuvre des Chantiers du Cardinal spolu s městem Paříží se rozhodly postavit na stejném místě nový kostel z betonu.
Kostel slavnostně otevřel 18. prosince 1966 kardinál Maurice Feltin a 9. dubna 1967 ho vysvětil kardinál Pierre Veuillot.

## Architektura
Architektem kostela je Daniel Michelin. Stavba je rozdělena do dvou částí. Spodní část slouží jako zasedací místnost a horní část o rozloze 900 m2 se používá pravidelně pro nedělní mše.
Zvonice ve tvaru pyramidy byla postavena městem Paříží a její výška je 25 metrů. Je na ní instalovaný panel poskytující informace o počasí pro místní obyvatele. Ve zvonici se nacházejí tři zvony Honorine, Geneviève a Rosalie. První pochází z původního kostela a dva zbývající pocházejí z Théâtre de la Ville jako dar města Paříže.
Vitráž na fasádě představuje svatého Marcela. Varhany pocházejí z roku 1967.